# 网纹舌突蛙
网纹舌突蛙（学名：Ingerana reticulata）一种于中华人民共和国西藏自治区墨脱县发现的两栖动物，隶属于叉舌蛙科小跳蛙属。
本种发表时被归入扁手蛙属（Platymantis ），之后曾被归入小岩蛙属（Micrixalus）和舌突蛙属（Liurana），2006年研究人员将其归入小跳蛙属。2020年，又有研究人员认为本种是北小跳蛙（Ingerana borealis）的次订同物异名。